# 點字樂譜
點字樂譜是一種點字系統，用以記錄樂譜。
透過明眼人學習樂理基礎及音樂點字的方式與規定，將樂曲的五線譜轉譯成點字版的五線譜，讓視障者可以透過摸點字版的樂譜學習一首曲子，不需強背樂曲內容的學習工具。但因點字樂譜的點字內容與一般教學的數字、注音符號、英文等點字方式不同，故需先教導學習者該點字的代表意義，才能有效使用。

## 點字樂譜符號

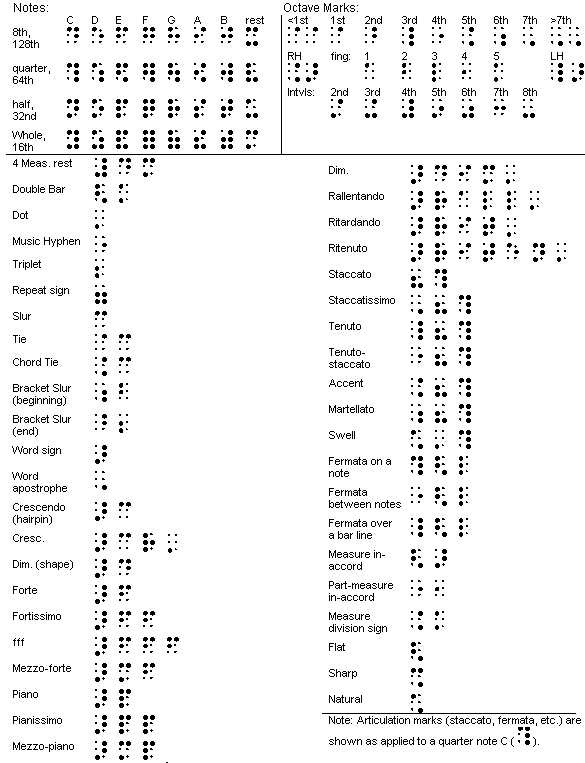
點字樂譜記譜法

### 音符
音符和休止符，上面的四點（1、2、4、5）表示音高与休止符，下面的兩點（3、6）表示音的長度。
全音符和16分音符等，有些时候用同样的盲文，歌曲中的极长的音符和短的音符的临近是很少的，曲调和小节的长度等容易被推测的情况较多，而实际上过分的问题少有。
|                   | C | D | E | F | G | A | B | 休止符 |
| ----------------- | - | - | - | - | - | - | - | ------ |
| 全音符 16分音符   |   |   |   |   |   |   |   |        |
| 2分音符 32分音符  |   |   |   |   |   |   |   |        |
| 4分音符 64分音符  |   |   |   |   |   |   |   |        |
| 8分音符 128分音符 |   |   |   |   |   |   |   |        |

## 外部連結
- 黑暗世界裡打造音樂點字的國度 （页面存档备份，存于）
- 2016高雄市國際身心障礙日－愛在一起369 （页面存档备份，存于）
- 點字樂譜交流平台 （页面存档备份，存于）